# Orchestina concava
Espèce
Orchestina concava est une espèce d'araignées aranéomorphes de la famille des Oonopidae.

## Distribution
Cette espèce est endémique du Yunnan en Chine,. Elle se rencontre dans le xian de Menghai.

## Description
Le mâle holotype mesure 1,29 mm.

## Systématique et taxinomie
Cette espèce a été décrite par Tong et Li en 2024.

## Publication originale
- Song, Tong, Bian & Li, 2024 : « A survey of the genus Orchestina Simon, 1882 (Araneae, Oonopidae) from Xishuangbanna, China, with descriptions of five new species. » Zoosystematics and Evolution, vol. 100, no 1, p. 255-277 (texte intégral).